# Stachyurus
Stachyurus és l'únic gènere de plantes amb flors dins la família Stachyuraceae; és planta nadiua de l'Himàlaia i est d'Àsia. Són arbusts caducifolis o arbrets amb raïms penjants de flors que apareixen abans que les fulles.
En diverses espècies del gènere es troba pendunculagina, casuarictina, estricnina, casuarinina i casuariïna, que són químicament el·lagitanines.
Algunes espècies tenen valor com a planta ornamental.

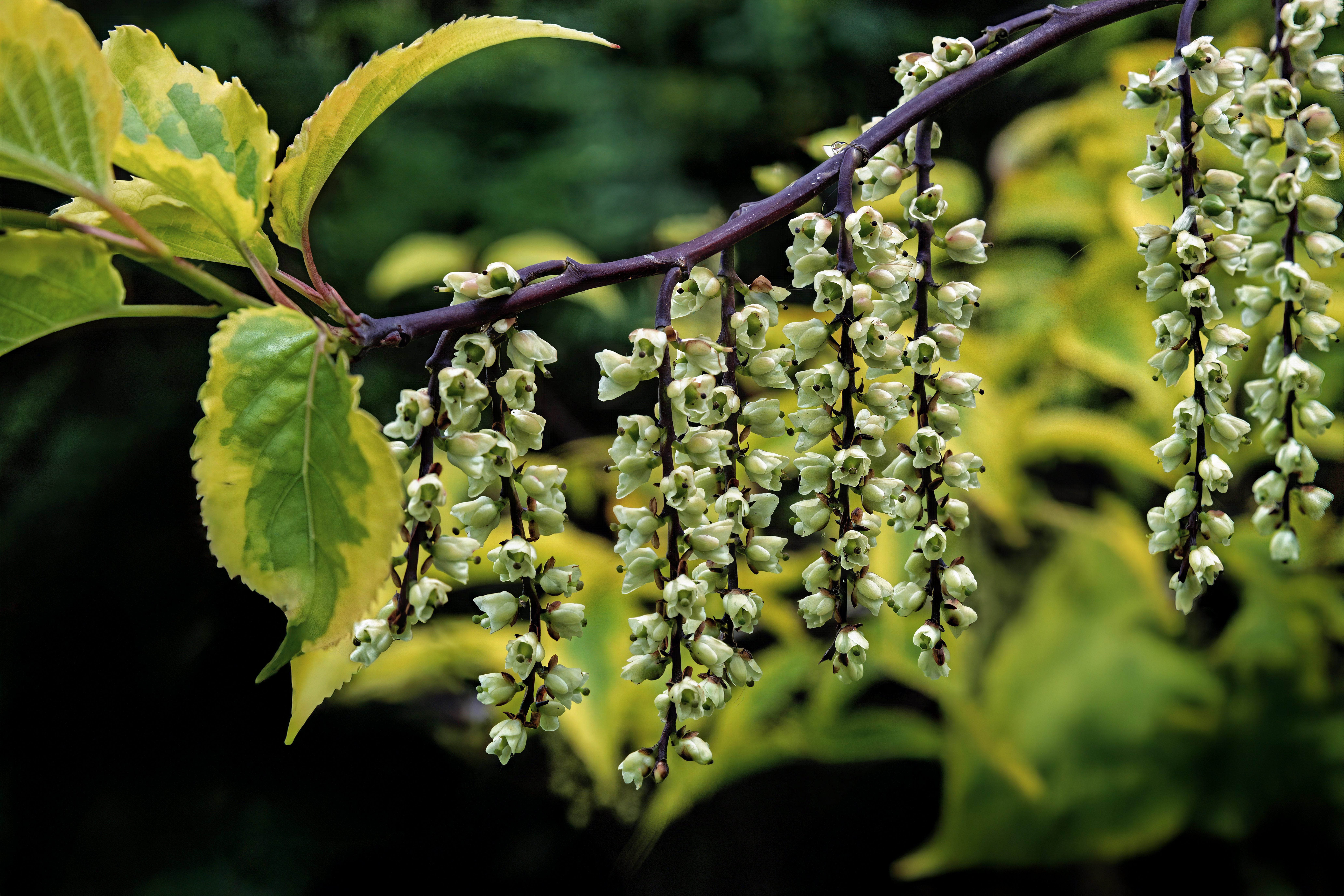
S. chinensis

## Taxonomia
| - S. chinensis - S. cordatulus - S. himalaicus - S. obovatus | - S. praecox - S. retusus - S. salicifolius - S. yunnanensis |